# لین (کارولینای جنوبی)
لین(به انگلیسی: Lane) یا و ازلین شهری در ایالت کارولینای جنوبی کشور ایالات متحده آمریکا است که جمعیت آن در سرشماری سال ۲۰۱۰ میلادی، ۵۰۸ نفر بوده‌است.